# Franz Lorenz Richter
Franz Lorenz Richter (* 9. August 1722; † 13. Februar 1785 in Freistadt) war ein Orgelbaumeister aus Freistadt in Oberösterreich.

## Leben und Wirken
Er war der Sohn des Orgelmachers Josef Richter und dessen Ehefrau Justina und entstammt somit der zu diesem Zeitpunkt bereits in mehreren Generationen in Linz ansässigen Orgelbauerfamilie Richter.
Seine Ausbildung erhielt er bei seinen Stiefvätern Johann Häckhlinger und Nikolaus Rummel in Linz sowie bei seinem Vater Franz Anton Richter in Brünn. Er arbeitete zunächst als Geselle bei Orgelbauer Anton Preysinger in Freistadt, der auch das Amt eines Stadtrichters bekleidet und der 1751 verstarb. 
Am 17. Juli 1752 heiratete er die Witwe Anton Preysingers (* 1710; † 27. Februar 1751), Rosa Maria Theresia Gubetta (* 1727, † 9. Juli 1771). Die beiden hatten insgesamt sieben Kinder, von denen nur Lorenz Jakob Joseph (* 23. Juli 1758), Maria Anna Josepha (* 12. September 1767) und Franz Johann (* 12. April 1769) das Erwachsenenalter erreichten.
Er führte die Orgelbauwerkstatt in Freistadt in der Eisengasse Nr. 42 von 1753 bis 1785 weiter. Deren Wirkungskreis erstreckte sich über Ober- und Niederösterreich sowie ins südliche Böhmen.

## Orgelbauwerkstatt

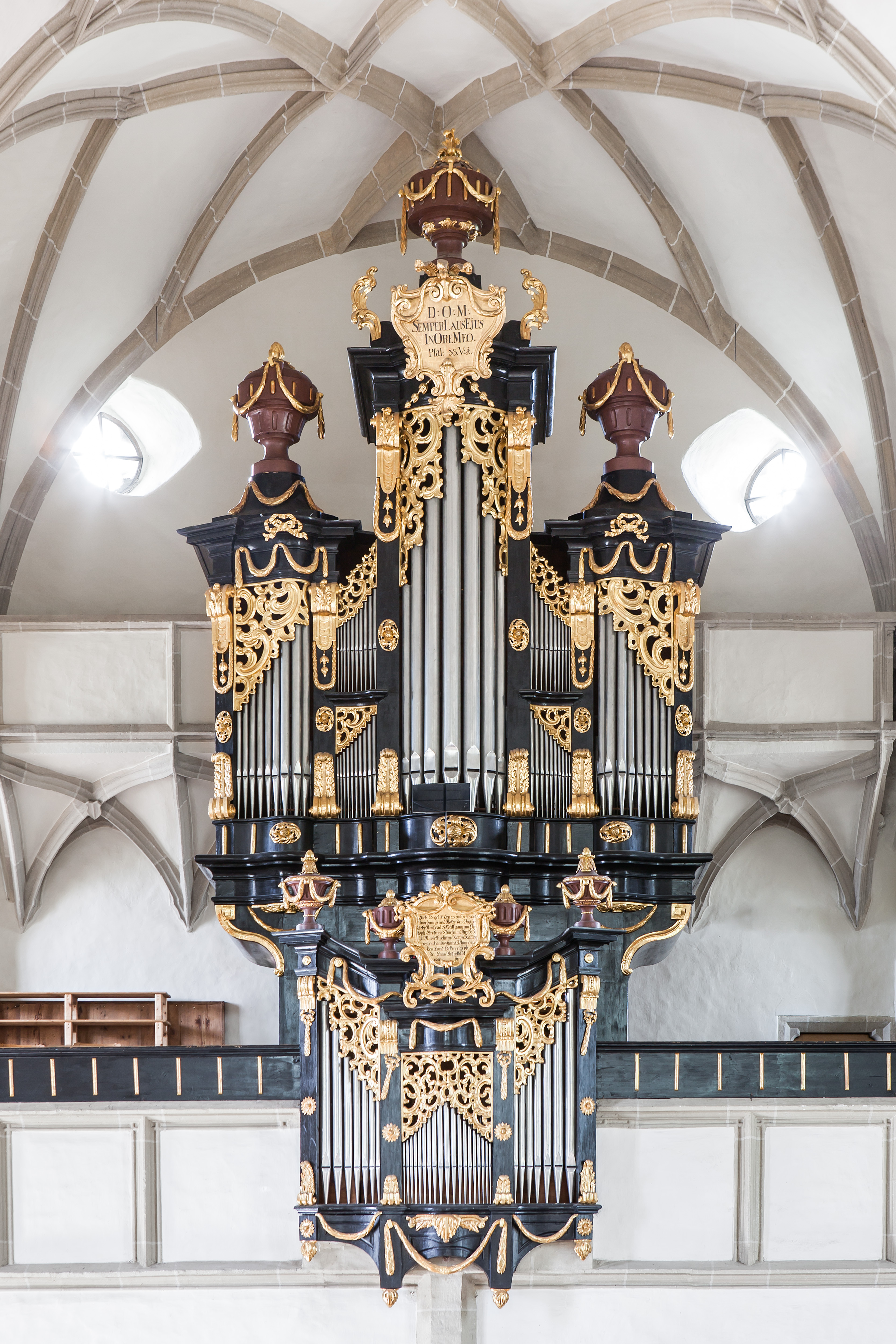
Franz Lorenz Richter-Orgel in der Pfarrkirche Kefermarkt

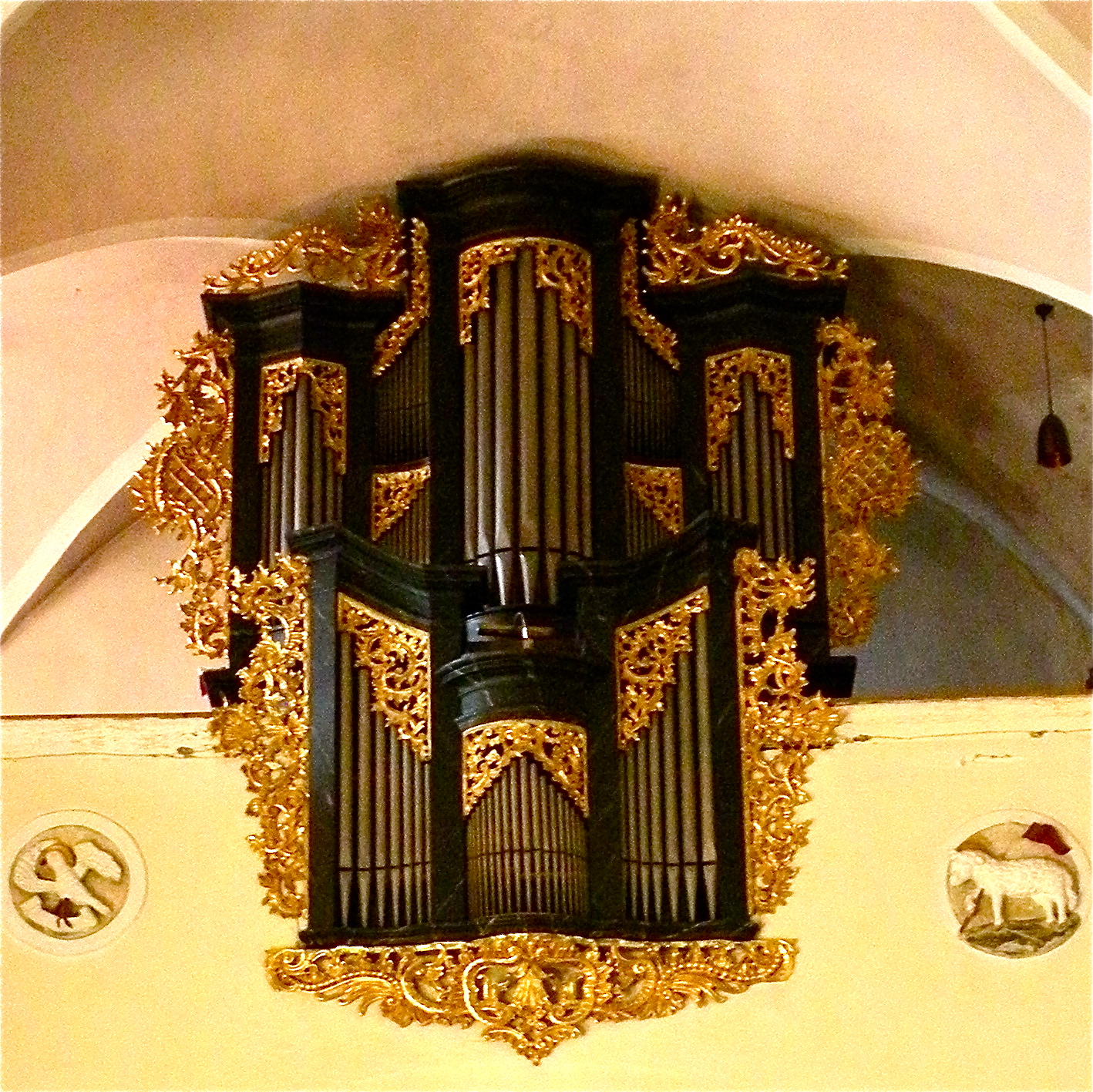
Franz Lorenz Richter-Orgel in der Pfarrkirche Münzbach

Er führte das von Preisinger verwendete, sonst unübliche, Konzept der Anlage mit Hauptwerk und Brüstungspositiv weiter. Einfluss hatten auch Nikolaus Rummel der Ältere beziehungsweise die Brünner Orgelwerkstätte.
Zu den besterhaltenen Orgeln des Orgelbaumeisters zählt die Orgeln in Kefermarkt (noch mit originalem Spieltisch). Mehr oder weniger stark verändert die Orgeln in Neumarkt im Mühlkreis, Münzbach, St. Leonhard bei Freistadt, Lasberg, Sankt Peter bei Freistadt, Meggenhofen und Unterweißenbach. 
In Bad Leonfelden (Maria Schutz am Bründl), in Freistadt (Liebfrauenkirche) und möglicherweise in Sankt Stefan am Walde sind lediglich die Gehäuse Richters erhalten geblieben.
Nicht mehr existent sind Richters Orgeln in Windhaag bei Freistadt, Zell bei Zellhof, Gallneukirchen, Wartberg ob der Aist, Feldkirchen an der Donau und Walding.

## Franz-Lorenz-Richter-Orgeln
Mit Lorenz Richters Orgelwerken hat sich R. G. Frieberger genauer befasst:
- Kleinorgel aus der Johanneskirche in Freistadt (einzige erhalten Kleinorgel Richters)[8]

| Jahr           | Ort                        | Gebäude                                | Bild | Manuale | Register | Bemerkungen |
| -------------- | -------------------------- | -------------------------------------- | ---- | ------- | -------- | --- |
| 1753           | St. Leonhard bei Freistadt | Pfarrkirche St. Leonhard bei Freistadt |      | I/P     |          | |
| 1759           | Meggenhofen                | Pfarrkirche Meggenhofen                |      | I/P     | 7        | |
| 1763           | Amstetten                  | Stadtpfarrkirche Sankt Stephan         |      | II/P    | 21       | |
| 1764 oder 1775 | Münzbach                   | Pfarrkirche Münzbach                   |      | II/P    | 11       | zweimanualiges Werk (HW 7/RPos 4/Ped 3) |
| 1765           | Bad Zell                   | Pfarrkirche Bad Zell                   |      | I/P     | 9        | (HW 6/Ped 3), nicht mehr erhalten |
| 1766           | Bad Leonfelden             | Maria Bründl Kirche in Bad Leonfelden  |      |         |          | Rückpositiv, Umbau |
| 1766 oder 1770 | Freistadt                  | Liebfrauenkirche in Freistadt          |      | I       |          | einmanualiges Werk ohne Pedal |
| 1767           | Gallneukirchen             | Stadtpfarrkirche Gallneukirchen        |      | II      | 14       | (HW 7/Pos 4/Ped 3), nicht mehr erhalten |
| 1769           | Windhaag bei Freistadt     | Pfarrkirche Windhaag bei Freistadt     |      | I/P     | 6        | nicht mehr erhalten |
| 1769           | Unterweißenbach            | Pfarrkirche Unterweißenbach            |      |         |          | Gehäuse erhalten, seit 1956/57 Orgel von Johann Pirchner                                                                                   |
| 1770           | Lasberg                    | Pfarrkirche Lasberg                    |      | II/P    |          | |
| nach 1770      | St. Leonhard bei Freistadt | Pfarrkirche St. Leonhard bei Freistadt |      | II/P    | 13       | (HW 6/Rpos 4/Ped 3) |
| 1771           | Neumarkt im Mühlkreis      | Pfarrkirche Neumarkt im Mühlkreis      |      | II/P    | 17       | (HW 8/Rpos 4/Ped 5) |
| 1775           | Wartberg ob der Aist       | Pfarrkirche Wartberg ob der Aist       |      |         |          | nicht mehr erhalten, seit 19000 Orgel von Leopold Breinbauer                                                                               |
| 1778           | Kefermarkt                 | Pfarrkirche Kefermarkt                 |      | II/P    | 16       | (HW 7/Rpos 6/Ped 3) |
| 1780           | Freistadt                  | Stadtpfarrkirche Freistadt             |      | II/P    | 24       | (HW 12/Rpos 6/Ped 6) |
| 1781           | Feldkirchen an der Donau   | Pfarrkirche Feldkirchen an der Donau   |      | I/P     | 9        | nicht mehr erhalten |
| 1783           | Walding                    | Pfarrkirche Walding                    |      | I/P     | 8        | (HW 6/P 2) nicht mehr erhalten |
| um 1780        | St. Stefan am Walde        | Pfarrkirche St. Stefan am Walde        |      | I/P     |          | |
| 1782 oder 1783 | Hartkirchen                | Pfarrkirche Hartkirchen                |      | II/P    |          | Orgel von Johann Ignaz Egedacher aus 1736; um ein Rückpositiv durch Lorenz Franz Richter erweitert.                                        |
| nach 1780      | Sankt Peter bei Freistadt  | Filialkirche St. Peter                 |      | I/P     | 8        | (HW 8/Ped 2), Prospekt aus Zink |
|                | Unter Haid                 | Maria Schnee am Heiligen Stein         |      | II/P    | ca. 15   | Wallfahrtskirche bei Reichenau an der Maltsch, Böhmerwald, wurde später nach Rudolfstadt übertragen, zweimanualiges Werk (ca. 15 Register) |
|                | Pabneukirchen              | Pfarrkirche Pabneukirchen              |      |         |          | |
|                | Freistadt                  | Liebfrauenkirche (Freistadt)           |      |         |          | |
|                | Unterhaid (Böhmen)         | Pfarrkirche St. Ägidius                |      |         |          | |

weitere Arbeiten an Orgeln:
- Brüstungswerk der Orgel in der Pfarrkirche Sandl (1780)
- Umbau der Orgel in der Stiftskirche in Baumgartenberg (1780)
- Orgel in der Pfarrkirche Unterweißenbach, zweimanualiges Werk